# Élections législatives de 2012 en Guadeloupe
Les élections législatives françaises de 2012 se déroulent les 9 juin 2012 et 16 juin 2012, en avance de vingt-heures sur la métropole en raison du décalage horaire. Dans le département de la Guadeloupe, quatre députés sont à élire dans le cadre de quatre circonscriptions, soit le même nombre d'élus malgré le redécoupage électoral.

## Élus
| Circonscription | Député sortant                               | Parti | Parti   | Groupe   | Député élu ou réélu     | Parti | Parti      | Groupe   |
| --------------- | -------------------------------------------- | ----- | ------- | -------- | ----------------------- | ----- | ---------- | -------- |
| 1re             | Éric Jalton                                  |       | app. PS | SRC      | Éric Jalton             |       | app. PS    | SRC      |
| 2e              | Gabrielle Louis-Carabin                      |       | DVG     | UMP      | Gabrielle Louis-Carabin |       | DVG        | app. SRC |
| 3e              | Jeanny Marc                                  |       | GUSR    | app. SRC | Ary Chalus              |       | GUSR diss. | NI       |
| 4e              | Louis Mussington suppléant de Victorin Lurel |       | RSM     | NI       | Victorin Lurel          |       | PS         | SRC      |

## Résultats

### Analyse
Au soir du second tour, la gauche a remporté les quatre circonscriptions de la Guadeloupe.

### Résultats à l'échelle du département
| Parti          | Parti                                                       | Premier tour | Premier tour | Second tour | Second tour | Sièges |
| Parti          | Parti                                                       | Voix         | %            | Voix        | %           | Sièges |
| -------------- | ----------------------------------------------------------- | ------------ | ------------ | ----------- | ----------- | ------ |
|                | Fédération guadeloupéenne du Parti socialiste et apparentés | 49 653       | 51,05        | 51 110      | 61,76       | 3      |
|                | Guadeloupe unie, solidaire et responsable diss.             | 10 382       | 10,67        | 15 665      | 18,95       | 1      |
|                | Guadeloupe unie, solidaire et responsable                   | 6 238        | 6,41         |             |             | 0      |
|                | Europe Écologie Les Verts                                   | 3 767        | 3,87         | 7 934       | 9,60        | 0      |
|                | Fédération guadeloupéenne du Parti socialiste diss.         | 3 580        | 3,68         |             |             | 0      |
|                | Divers gauche                                               | 440          | 0,45         | 0           |             |        |
|                | Majorité présidentielle                                     | 74 060       | 76,15        | 74 709      | 90,36       | 4      |
|                |                                                             |              |              |             |             |        |
|                | Union pour un mouvement populaire                           | 11 468       | 11,79        | 7 969       | 9,64        | 0      |
|                | La Gauche moderne                                           | 2 223        | 2,29         |             |             | 0      |
|                | Divers droite                                               | 1 330        | 1,37         | 0           |             |        |
|                | Parti chrétien-démocrate                                    | 699          | 0,72         | 0           |             |        |
|                | Nouveau centre                                              | 642          | 0,66         | 0           |             |        |
|                | Parti radical                                               | 131          | 0,13         | 0           |             |        |
|                | Droite parlementaire                                        | 16 493       | 16,96        | 7 969       | 9,64        | 0      |
|                |                                                             |              |              |             |             |        |
|                | Divers                                                      | 3 503        | 3,60         |             |             | 0      |
|                | Front national                                              | 1 765        | 1,81         | 0           |             |        |
|                | Combat ouvrier                                              | 1 146        | 1,18         | 0           |             |        |
|                | Front de gauche                                             | 294          | 0,30         | 0           |             |        |
|                |                                                             |              |              |             |             |        |
| Inscrits       | Inscrits                                                    | 298 630      | 100,00       | 231 458     | 100,00      | 4      |
| Abstentions    | Abstentions                                                 | 195 718      | 65,54        | 142 706     | 61,66       |        |
| Votants        | Votants                                                     | 102 912      | 34,46        | 88 752      | 38,34       |        |
| Blancs et nuls | Blancs et nuls                                              | 5 651        | 5,49         | 6 074       | 6,84        |        |
| Exprimés       | Exprimés                                                    | 97 261       | 94,51        | 82 678      | 93,16       |        |

### Résultats par circonscription

#### Première circonscription (Pointe-à-Pitre)
| Candidat       | Candidat                  | Parti           | Premier tour | Premier tour | Second tour | Second tour |  |
| Candidat       | Candidat                  | Parti           | Voix         | %            | Voix        | %           |  |
| -------------- | ------------------------- | --------------- | ------------ | ------------ | ----------- | ----------- |  |
|                | Éric Jalton sortant réélu | app. PS (FRAPP) | 11 346       | 55,46        | 16 026      | 66,79       |  |
|                | Harry Durimel             | EÉLV            | 3 163        | 15,46        | 7 969       | 33,21       |  |
|                | Daniel Marsin             | LGM (UA)        | 2 223        | 10,87        |             |             |  |
|                | Louis Galantine           | diss. PS        | 2 094        | 10,24        |             |             |  |
|                | Sully Tacite              | PCD (PDCG)      | 527          | 2,58         |             |             |  |
|                | Francillonne Jacoby-Koaly | Divers gauche   | 440          | 2,15         |             |             |  |
|                | Colette Bouchain          | FN              | 359          | 1,75         |             |             |  |
|                | Danielle Diakok           | CO              | 306          | 1,5          |             |             |  |
|                |                           |                 |              |              |             |             |  |
| Inscrits       | Inscrits                  | Inscrits        | 73 095       | 100,00       | 73 183      | 100,00      |  |
| Abstentions    | Abstentions               | Abstentions     | 50 856       | 69,58        | 46 749      | 63,88       |  |
| Votants        | Votants                   | Votants         | 22 239       | 30,42        | 26 434      | 36,12       |  |
| Blancs et nuls | Blancs et nuls            | Blancs et nuls  | 1 781        | 8,01         | 2 439       | 9,23        |  |
| Exprimés       | Exprimés                  | Exprimés        | 20 458       | 91,99        | 23 995      | 90,77       |  |

#### Deuxième circonscription (Le Gosier)
| Candidat       | Candidat                                | Parti          | Premier tour | Premier tour | Second tour | Second tour |  |
| Candidat       | Candidat                                | Parti          | Voix         | %            | Voix        | %           |  |
| -------------- | --------------------------------------- | -------------- | ------------ | ------------ | ----------- | ----------- |  |
|                | Gabrielle Louis-Carabin sortante réélue | Divers gauche  | 13 853       | 56,95        | 20 147      | 71,75       |  |
|                | Laurent Bernier                         | UMP            | 5 280        | 21,71        | 7 934       | 28,25       |  |
|                | Cédric Cornet                           | Divers         | 2 839        | 11,67        |             |             |  |
|                | Christian Couchy                        | diss. PS       | 884          | 3,63         |             |             |  |
|                | Moïse Ayassami                          | diss. PS       | 602          | 2,47         |             |             |  |
|                | Teddy Gabreau                           | FN             | 379          | 1,56         |             |             |  |
|                | Claude Fletcher                         | CO             | 199          | 0,82         |             |             |  |
|                | Christian Carvigan                      | PCD            | 172          | 0,71         |             |             |  |
|                | Tony Sempaire                           | Divers         | 116          | 0,48         |             |             |  |
|                |                                         |                |              |              |             |             |  |
| Inscrits       | Inscrits                                | Inscrits       | 81 526       | 100,00       | 81 350      | 100,00      |  |
| Abstentions    | Abstentions                             | Abstentions    | 56 029       | 68,73        | 51 634      | 63,47       |  |
| Votants        | Votants                                 | Votants        | 25 497       | 31,27        | 29 716      | 36,53       |  |
| Blancs et nuls | Blancs et nuls                          | Blancs et nuls | 1 173        | 4,6          | 1 635       | 5,5         |  |
| Exprimés       | Exprimés                                | Exprimés       | 24 324       | 95,4         | 28 081      | 94,5        |  |

#### Troisième circonscription (Baie-Mahault)
| Candidat       | Candidat            | Parti          | Premier tour | Premier tour | Second tour | Second tour |  |
| Candidat       | Candidat            | Parti          | Voix         | %            | Voix        | %           |  |
| -------------- | ------------------- | -------------- | ------------ | ------------ | ----------- | ----------- |  |
|                | Ary Chalus élu      | diss. GUSR     | 10 382       | 40,81        | 15 665      | 51,19       |  |
|                | Max Mathiasin       | PS             | 6 276        | 24,67        | 14 937      | 48,81       |  |
|                | Jeanny Marc sortant | GUSR           | 6 238        | 24,52        |             |             |  |
|                | Anne Legras         | FN             | 717          | 2,82         |             |             |  |
|                | Jim Lapin           | NC             | 642          | 2,52         |             |             |  |
|                | Gérard Uneau        | EÉLV           | 604          | 2,37         |             |             |  |
|                | Francis Pauloby     | Divers (CDI)   | 363          | 1,43         |             |             |  |
|                | Lita Dahomay        | CO             | 219          | 0,86         |             |             |  |
|                |                     |                |              |              |             |             |  |
| Inscrits       | Inscrits            | Inscrits       | 76 964       | 100,00       | 76 925      | 100,00      |  |
| Abstentions    | Abstentions         | Abstentions    | 50 209       | 65,24        | 44 323      | 57,62       |  |
| Votants        | Votants             | Votants        | 26 755       | 34,76        | 32 602      | 42,38       |  |
| Blancs et nuls | Blancs et nuls      | Blancs et nuls | 1 314        | 4,91         | 2 000       | 6,13        |  |
| Exprimés       | Exprimés            | Exprimés       | 25 441       | 95,09        | 30 602      | 93,87       |  |

#### Quatrième circonscription (Basse-Terre)
|                | Victorin Lurel sortant réélu | PS                  | 18 178 | 67,23  |  |  |  |
|                | Marie-Luce Penchard          | UMP                 | 6 188  | 22,89  |  |  |  |
|                | Louis Molinié                | Divers droite (RPG) | 1 330  | 4,92   |  |  |  |
|                | Jean-Marie Nomertin          | CO                  | 422    | 1,56   |  |  |  |
|                | Marc Guille                  | FN                  | 310    | 1,15   |  |  |  |
|                | Guilhem Saltel               | FG (PG)             | 294    | 1,09   |  |  |  |
|                | Fred Cassin                  | Divers (CDI)        | 185    | 0,68   |  |  |  |
|                | Christine Houblon            | PRV                 | 131    | 0,48   |  |  |  |
|                |                              |                     |        |        |  |  |  |
| Inscrits       | Inscrits                     | Inscrits            | 66 940 | 100,00 |  |  |  |
| Abstentions    | Abstentions                  | Abstentions         | 38 518 | 57,54  |  |  |  |
| Votants        | Votants                      | Votants             | 28 422 | 42,46  |  |  |  |
| Blancs et nuls | Blancs et nuls               | Blancs et nuls      | 1 384  | 4,87   |  |  |  |
| Exprimés       | Exprimés                     | Exprimés            | 27 038 | 95,13  |  |  |  |